# Ariomma regulus
Ariomma regulus är en fiskart som först beskrevs av Poey, 1868.  Ariomma regulus ingår i släktet Ariomma och familjen Ariommatidae. Inga underarter finns listade i Catalogue of Life.

## Bildgalleri

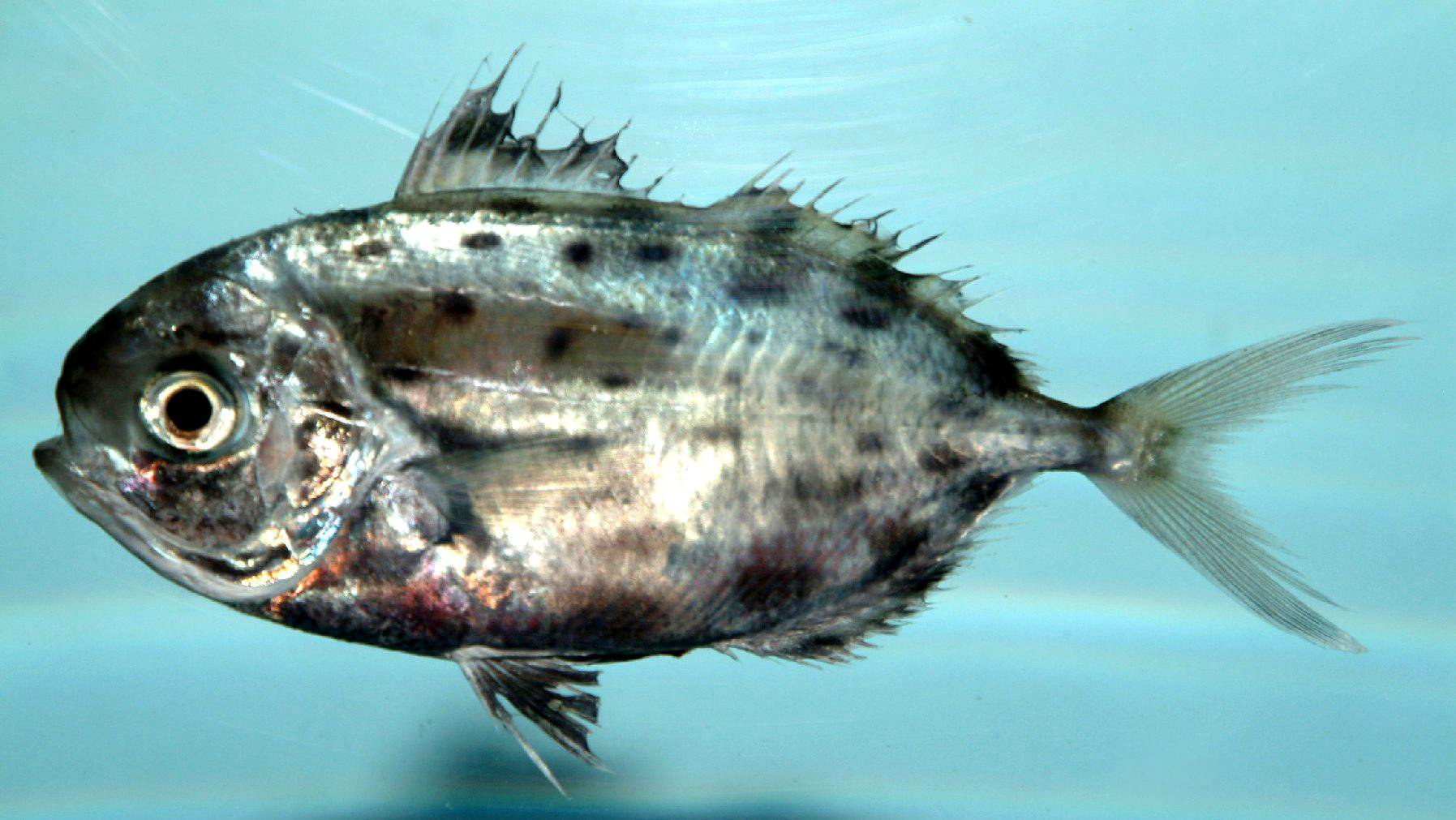